# Charles Sanderson
(Charles) Russell Sanderson, baron Sanderson de Bowden (né le 30 avril 1933) est un homme politique du Parti conservateur britannique et un pair à vie. Il est membre de la Chambre des lords de 1985 jusqu'à sa retraite en 2018.

## Biographie
Sanderson fait ses études à l'école St. Mary's, à Melrose, au Glenalmond College, au Bradford Technical College et au Scottish Textile College .
Chevalier en 1981, Sanderson est créé un pair à vie le 5 juin 1985 en tant que baron Sanderson de Bowden, de Melrose dans le district d'Ettrick et Lauderdale et intervient régulièrement à la Chambre des lords. Bowden dans son titre est tiré d'un village de la région du Roxburghshire des Scottish Borders.
De 1987 à 1990, Lord Sanderson est ministre d'État au Scottish Office, responsable du logement, de l'agriculture et de la pêche. Il est également président du Parti conservateur en Écosse au début des années 1990 et est considéré comme responsable de la révocation de Michael Forsyth du Scottish Office et d'autres membres de droite du bureau central du Parti en Écosse.
En 2010, il est nommé pour diriger une commission de l'avenir du Parti conservateur en Écosse, à la suite des élections générales de 2010 au Royaume-Uni, où, malgré l'obtention d'une majorité relative de sièges à la Chambre des communes, les conservateurs n'ont remporté qu'une seule circonscription en Écosse . Le rapport de Lord Sanderson recommande une refonte de la direction, avec un chef élu séparément pour assumer l'entière responsabilité de la performance du parti en Écosse.
Il prend sa retraite de la Chambre des Lords le 29 mars 2018.